# Oficina de Relacions Meridionals
L'Oficina de Relacions Meridionals (ORM), fou una entitat creada a Barcelona l'any 1928 per a les relacions entre Catalunya i Occitània.
El seu primer director fou Josep Carbonell i Gener (Sitges, 1897-1979), col·laborador de la Societat d'Estudis Occitans (1930) (després, Institut d'Estudis Occitans). Carbonell vol que l'oficina arribi a ser un organisme oficial de la Generalitat, una vegada aquesta restaurada. En el seu si i amb l'ajuda puntual de la Generalitat de Catalunya es promogué la normativització de la llengua occitana duta a terme per Loís Alibèrt. Carbonell estava convençut que per al redreçament de la cultura occitana, la llengua era un instrument fonamental i que calia en primer lloc la unificació dels criteris ortogràfics.